# Olsynium douglasii
Olsynium douglasii là một loài thực vật có hoa trong họ Diên vĩ. Loài này được (A.Dietr.) E.P.Bicknell miêu tả khoa học đầu tiên năm 1900.